# Mont Pekerebetsu
Le mont Pekerebetsu (ペケレベ ツ岳, Pekerebetsu-dake) est une montagne culminant à 1 532 m d'altitude dans les monts Hidaka en Hokkaidō au Japon. Le col de Nisshō mène à ce sommet.